# Pidhorodtsi
Pidhorodtsi (Oekraïens: Підгородці, Russisch: Подгородцы, Podgorodcy, Pools Podhorodce) is een dorp in Oekraïne, in de Oblast Lviv. Het dorp heeft 2132 inwoners.
Pidhorodtsi is gesticht in 1397. Tussen de twee wereldoorlogen hoorde het tot de Tweede Poolse Republiek. In 1939 werd het gebied door de Sovjet-Unie veroverd en geannexeerd. Tegenwoordig behoort Pidhorodtsi tot Oekraïne.
Tijdens de Tweede Wereldoorlog pleegden de Duitsers bij Pidhorodtsi een massamoord op tientallen Joden. De Nederlander Pieter Menten was hierbij betrokken. Hij werd hiervoor in 1980 veroordeeld.